# Leopold Lenard
Leopold Lenard [léopold lénard],  slovenski publicist, * 2. november 1876, Svibno, Slovenija, † 23. januar 1962, Beograd, Srbija.

## Življenje
Rodil se je očetu Jakobu in materi Ani (rojena Marolt).
Študiral je teologijo in filozofijo v Innsbrucku in v Lvovu. Študij je dokončal na Univerzi na Dunaju, kjer je leta 1908 doktoriral iz teologije, leta 1916 pa iz filozofije. Od leta 1908 je živel v Ljubljani, leta 1914 je postal kaplan v Borovnici, od leta 1915 do 1918 je bil župnik na Slapu pri Vipavi, po vojni pa je živel nekaj časa v Mariboru, od koder se preselil v Beograd in postal privrženec Narodno-radikalne stranke Nikole Pašića.
Od leta 1903 je objavljal kulturno- in literarnozgodovinske članke, največ v Slovencu, Domu in svetu ter v Času. Prevajal je iz poljščine in ruščine.

## Dela
- Prace filologiczne neuspeli Razwój historyczny gramatki słowienskiej (gl. Slovenski narod 1913, št. 111)
- Der Panslavismus. Eine national-politische Betrachtung (Celje, 1906)
- Die Wiener »Tripel Allianz« u. die Lemberger »Staats- u. Hauptaktion« (Ljubljana, 1907)
- Slovensko-nemška slovnica za samouke (Ljubljana, 1909)
- Krvav list iz zgodovine ruskega sistema. Preganjanje katoličanov na Ruskem (Ljubljana, 1912)
- Ljubljanski dirindaj. Dramatične slike … (Gorica, 1913)
- Jugoslovenski Piemont. Zgodovina Srbije od Črnega Jurija do kralja Petra. I. del (Maribor, 1920)
- Slovenska ženska v dobi narodnega preporoda (Maribor, 1921)
- Stari Srbi i srpska praotadžbina (Beograd, 1927, cir.)
- Srpstvo u poeziji lužičkih Srba (Beograd 1931, cir.).